# Lord Mantis
Lord Mantis war eine 2005 gegründete US-amerikanische Sludge-Band.

## Geschichte

### Frühe Jahre
Lord Mantis wurden 2005 von Schlagzeuger Bill Bumgardner und Gitarrist Greg Gomer gegründet, beide spielten zuvor gemeinsam in der lokalen Band Dino. 2007 kam der Sänger und Bassist Charlie Fell hinzu. Zwischen April und Mai 2007 nahmen die drei Mitglieder gemeinsam ihre erste, vier Lieder umfassende EP auf und veröffentlichten diese im August 2008 unter dem Titel Period Face über Witch Trial Records auf 500 Einheiten limitiert. 2008 stieß der Gitarrist Andrew „Aamonael“ Markuszewski, welcher bereits bei Nachtmystium gespielt hatte, zu Lord Mantis. Bis 2012 blieb die Band in der Besetzung aus Bumgardner, Gomer, Fell und Markuszewski bestehen. Die Band veröffentlichte in dieser Zeit die Alben Spawning the Nephilim auf Seventh Rule Recordings und Pervertor auf Candlelight Records. Mit Spawning the Nephilim begann die Band Sanford Parker, welcher seither als Produzent der Band agierte, zu engagieren.
Gomer verließ Lord Mantis 2012 und wurde für zwei Jahre durch den Gitarristen Ken Sorceron von Abigail Williams ersetzt. Mit Sorceron als Gitarrist veröffentlichte Lord Mantis das Album Death Mask auf Profound Lore Records.

### Bandinterner Konflikt
2014 trennten sich Lord Mantis, nachdem es bei einem Auftritt zu einer körperlichen Auseinandersetzung zwischen Fell und Markuszewski, gekommen war. Im Vorfeld der Auseinandersetzung lag ein Streit um die Tantieme der Vinyl-Veröffentlichung des Albums Death Mask. Markuszewski gab die LP über sein eigenes Label New Density Records heraus und verweigerte den anderen Bandmitgliedern einen Anteil am Erlös des Verkaufs während der Tour mit Today is the Day. Lord Mantis wurden nach dieser Auseinandersetzung in Rhode Island von der Hauptband für die weitere Tour ausgeschlossen. Bumgardner und Markuszewski benannten, anders als Fells, dessen Laster als Ursache für die Trennung.
Fell und Sorceron wollten die Band fortführen und mit Mitgliedern von Altar of Plagues einige bereits gebuchte Konzerttermine, wie das Roadburn Festival spielen. Nach seiner Heimkehr wurden Fell jedoch die Administratorenrechte der Homepage und Facebook-Seite der Band entzogen, woraufhin dieser keine weitere Möglichkeit besaß die Aktivitäten der Band zu propagieren. Die geplanten Auftritte wurden derweil von Markuszewski, der sich den Bandnamen sichern ließ, unter der Androhung juristischer Schritte gegenüber Fell abgesagt.

„As shitty as it is, Facebook decides the fate of a band.“

„So beschissen wie es ist, Facebook entschied über das Schicksal der Band.“

### Neue Bandbesetzung
2015 reformierten Bumgardner und Markuszewski die Band ohne Sorceron und Fell, an deren Stelle traten die bisherigen Indian-Mitglieder Will Lindsay als Bassist und Dylan O’Toole als Sänger, sowie Scott A. Shellhamer von American Heritage als Gitarrist. Die so reformierte Band bezeichnete diesen Schritt als Konsequenz einer langjährigen Zusammenarbeit der Bands Indian und Lord Mantis und kündigte Studioarbeiten an.
Der ehemalige Sänger Fell kritisierte die Neubesetzung als reformierte Indian und illegitime Fortführung von Lord Mantis unter der Schirmherrschaft von Markuszewski und Bumgardner. Sorceron und Fell gründeten darauf die Band Missing mit Jeff Wilson von Abigail Williams, Jef Whitehead von Lurker of Chalice, Sanford Parker von Minsk sowie Fade Kainer von Theologian.
Lord Mantis spielten in der neuen Besetzung die im April 2016 über Markuszewskis Label New Density Records veröffentlichte EP Nice Teeth Whore ein. Trotz der veränderten Bandbesetzung behielt die Gruppe den zuvor gespielten Stil bei. Allerdings wurde die EP diesmal nicht von Sanford Parker, der nun gemeinsam mit Fell und Sorceron Missing initiierte, produziert. An seiner statt übernahm Andy Nelson, welcher zuvor für Weekend Nachos, Like Rats, Dead in the Dirt oder Harms Way arbeitete die Produktion.

### Nach dem Suizid Bumgardners
Im Oktober 2016 wurde der Suizid von Bumgardner, über diverse Internet-Portale der Metalszene, publik gemacht. Der ehemalige Gitarrist Sorceron drückte via Facebook sein Bedauern darüber aus, den Streit der ehemaligen Bandkollegen nicht zuvor beigelegt zu haben. Die Band selbst verkündete im gleichen Monat sich in einem unklaren Zustand anhaltender Schwebe zu befinden. Im März 2017 gab die Band via Facebook ihre Auflösung bekannt. Die Band gab an, allein der Gedanke die Band zu reaktivieren löse eine anhaltende Leere bei den Mitgliedern aus.
Eine Reunion fand dennoch in der zweiten Hälfte des Jahres 2019, in einer Besetzung, die Fell und Sorceron zurück in die Band holte, statt. Dabei geblieben waren Markuszewski und O’Toole. Neu hinzugekommen war der Schlagzeuger Bryce Butler, der Sorceron zuvor bei Abigail Williams unterstützt hatte. Von den Gründungsmitgliedern Gromer und Bumgardner war keiner an der Reunion beteiligt. Zugleich kündigte die Band die Veröffentlichung eines neuen Albums noch im November des gleichen Jahres an. Das Album wurde unter dem Titel Universal Death Church über Profound Lore veröffentlicht.

## Inhalt
Fell beschrieb die Texte als Ausdruck der eigenen Gewalttätigkeit und Dunkelheit.
Dabei betont er, dass er den Schreibprozess einerseits nicht vollständig unter Kontrolle habe und die Stücke von außen zu ihm kämen, und andererseits, dass er sich in diesem Prozess nicht begrenzt habe. Als inhaltliche Bezugspunkte beschrieb er sowohl seine Drogenabhängigkeit und Drogenerfahrungen, als auch eine Auseinandersetzung mit der Menschheit.

„I watch people, like looking at them as if I’m not part of the species[.] These things are always weird for me, I’ve been up for a couple days. I’m unemployed and lazy and have too much time to think.“

„Ich sehe mir Menschen an, als wäre ich kein Teil der Spezies während ich sie betrachte. Diese Dinge erscheinen mir immer verrückt. Ich bin seit Tagen wach. Ich bin arbeitslos und faul und habe zu viel Zeit zum Nachdenken.“

## Stil
Micha von Metalnews.de vergleicht den Stil der Band mit Black Cobra und beschreibt den Klang als harten Sludge mit am Black Metal orientierten gutturalen Gesang. Auf Stormbringer.at wird die Musik als stellenweise überraschend temporeich sowie vertrackt und stellenweise unrhythmisch beschrieben. Auf Schweres-Metall.de wird den Klang als doomlastiger Sludge im mid- und downtempo „gepaart mit leicht an NACHTMYSTIUM oder auch ‚Leviathan‘ erinnernde, kranke Melodien, noch kränkerem abwechslungsreichem Gesang und stellenweise absolut hypnotisch wirkende Passagen“ beschrieben.

## Diskografie
- 2005: Period Face (EP, Witch Trial Records)
- 2009: Spawning the Nephilim (Album, Seventh Rule Recordings)
- 2012: Pervertor (Album, Candlelight Records)
- 2014: Death Mask (Album, Profound Lore Records)
- 2016: Nice Teeth Whore (EP, New Density)
- 2019: Universal Death Church (Album, Profound Lore Records)